# Montague (Michigan)
Montague é uma cidade localizada no estado americano de Michigan, no Condado de Muskegon.

## Demografia
Segundo o censo americano de 2000, a sua população era de 2407 habitantes.
Em 2006, foi estimada uma população de 2317, um decréscimo de 90 (-3.7%).

## Geografia
De acordo com o United States Census Bureau tem uma área de
8,3 km², dos quais 6,9 km² cobertos por terra e 1,4 km² cobertos por água. Montague localiza-se a aproximadamente 192 m acima do nível do mar.

## Localidades na vizinhança
O diagrama seguinte representa as localidades num raio de 20 km ao redor de Montague.